# William McLean (Politiker, 1794)
William McLean (* 10. August 1794 in Mason County, Kentucky; † 2. Oktober 1839 in Cincinnati, Ohio) war ein US-amerikanischer Rechtsanwalt, Politiker und Geschäftsmann.

## Werdegang
William McLean, Sohn von Fergus McLean und Sophia Blackford, wurde am 10. August 1794 in Mason County, Kentucky, USA geboren. Einige Jahre später, 1799, zog seine Familie auf eine Farm in Warren County, Ohio. Dort besuchte er die Gemeinschaftsschule, studierte anschließend Jura und wurde 1814 als Anwalt zugelassen. Er begann darauf in Cincinnati zu praktizieren, wobei er später in Lebanon, dem Verwaltungssitz von Warren County, Ohio, als Anwalt tätig war.
McLean zog um 1820 von Lebanon nach Piqua, Ohio, wo er der erste regulär sachkundige Anwalt war, der sich in der Ortschaft niederließ. Durch seine Tätigkeit als Treuhänder von öffentlichen Geldern konnte er 500.000 Morgen (2.000 km²) Land beschaffen, das er für den Bau des Ohio Canal von Cincinnati nach Cleveland nutzte.

## Politik
McLean wurde 1822 als Vertreter des 3. Bundeswahlkreis Ohios gewählt, welcher beinahe den ganzen Westen Ohios nördlich des Warren County bedeckte. Er nahm den Sitz im 18. Kongress der Vereinigten Staaten an. Ferner wurde er in die zwei nachfolgenden Kongresse wieder gewählt. Im zwanzigsten Kongress war er der Vorsitzende des House Committee on Indian Affairs.
William McLean kehrte nach Cincinnati zurück, wo er sich mit merkantilen Vorgängen sowie mit der Ausübung seiner Tätigkeit als Anwalt beschäftigte. Er interessierte sich auch für landwirtschaftliche Vorgänge. Als sich jedoch sein Gesundheitszustand zu verschlechtern begann, zog er sich vom Geschäftsleben zurück und verbrachte etliche Monate in Kuba, hoffend, dass sich sein Zustand infolge der Lungenerkrankung durch einen Wechsel des Klimas verbessern würde. Sein Zustand verbesserte sich nicht, so dass er nach Cincinnati zurückkehrte, wo er einige Zeit damit verbrachte, verschiedene Stellen in seinem alten Kongressbezirk wieder zu besuchen.
William McLean verstarb am 2. Oktober 1839 bei sich zuhause in Cincinnati und wurde auf dem Catharine Street Burying Ground beigesetzt. 1863 wurde er nach Spring Grove Cemetery umgesetzt.

## Familie
William McLean hatte zwei Brüder, John und Finis McLean, die ebenfalls in der Politik tätig waren. Sein älterer Bruder John war Abgeordneter im Kongress der Vereinigten Staaten, Richter am Obersten Gerichtshof der Vereinigten Staaten und Postminister. Sein anderer Bruder Finis war Abgeordneter von Kentucky im US-Kongress. Johns Sohn, Nathaniel C. McLean, war ein General in der Union während des Amerikanischen Bürgerkriegs.